# Frontina laeta
Frontina laeta là một loài ruồi trong họ Tachinidae.